# Williot Swedberg
Williot Theo Swedberg (* 1. Februar 2004 in Stockholm) ist ein schwedischer Fußballspieler, der aktuell bei Celta Vigo unter Vertrag steht. 2021 war er eines von sechzig Talenten der „Next Generation“-Liste von The Guardian.

## Karriere

### Verein
Swedberg begann seine fußballerische Ausbildung 2011 bei Hammarby IF, wo er bis 2020 ausschließlich in der Jugend spielte. Im Sommer 2019 absolvierte er ein Probetraining mit den Tottenham Hotspur. In der Saison 2020 spielte er einmal in der U19-Allsvenskan Norra. Später in der gleichen Saison war er mit einem Zweitspielrecht für den IK Frej spielberechtigt und kam dort in Schwedens dritter Liga zu 16 Einsätzen und war somit dort Stammspieler. In der Folgesaison spielte er erneut per Zweitspielrecht elfmal beim Stadtrivalen Hammarby Talang FF, wobei er einmal traf. Am 11. Juli 2021 (10. Spieltag) wurde er bei einem 5:1-Sieg gegen Degerfors IF spät eingewechselt und ihm gelangen sein erstes Tor und eine Torvorlage. Am 22. September 2021 debütierte er beim 3:1-Sieg gegen den NK Maribor international in der Qualifikation zu Conference League. Drei Wochen später traf er bei einem 5:1-Sieg über den FK Čukarički im selben Wettbewerb das erste Mal auf internationalem Boden.
Im Sommer 2022 verließ der Schwede sein Heimatland und wechselte nach Spanien zu Celta Vigo in die Primera División. In der Spielzeit 2022/23 kam er lediglich zu vier Kurzeinsätzen als Einwechselspieler. Zu Beginn der folgenden Spielzeit hatte sich seine Situation kaum gebessert, wenngleich er am vierten Spieltag Anfang September 2023 beim 3:2-Auswärtserfolg bei UD Almería per Jokertor auf Vorlage von Manu Sánchez den Endstand erzielt und damit den ersten Saisonsieg herbeigeführt hatte. Nachdem er Anfang 2024 mehrfach mit Verletzungen ausgefallen war, kam er am 20. April 2024 im Heimspiel gegen UD Las Palmas zu seinem Startelfdebüt und erzielte beim 4:1-Erfolg die zwischenzeitliche 2:1-Halbzeitführung. 

### Nationalmannschaft
Swedberg kam bislang für verschiedene Juniorennationalmannschaften Schwedens zum Einsatz. In der Qualifikation zur U-19-Europameisterschaft 2023 erreichte er mit dem 2004-Jahrgang hinter der Ukraine die Eliterunde, die schwedische U-19-Mannschaft blieb dort jedoch sieglos und verpasste die Endrunde deutlich. Im September 2023 debütierte er in der U21-Auswahlmannschaft, für die er in der Qualifikation zur U-21-Europameisterschaft 2025 auflief. Im Sommer 2024 nominierte Nationaltrainer Jon Dahl Tomasson ihn für die Länderspieltermine der A-Nationalmannschaft im Vorfeld der EM-Endrunde 2024, für die sich die Auswahl nicht hatte qualifizieren können. Nachdem er bei der 1:2-Niederlage gegen EM-Teilnehmer Dänemark nur auf der Ersatzbank gesessen hatte, kam er bei der 0:3-Niederlage gegen Serbien am 8. Juni als Einwechselspieler für Anthony Elanga zu seinem Nationalmannschaftsdebüt.

## Trivia
Swedberg ist der Sohn der beiden ehemaligen Profifußballer Hans Eskilsson und Malin Swedberg. Alle drei kamen als schwedische Nationalspieler zum Einsatz.